# Robert Cecil
Robert Cecil (1 de juny de 1563, Westminster - † 24 de maig de 1612, Marlborough) fou un polític anglès i primer comte de Salisbury. Fou ministre durant els regnats d'Elisabet I i Jaume I.

## Biografia
Era el fill petit de William Cecil, primer baró de Burghley i primer secretari d'estat d'Elisabet I d'Anglaterra, i de la segona dona Mildred Cooke. També era cosí germà del filòsof i escriptor Francis Bacon.
Estudià de petit al Saint John's College de Cambridge, tot i que no arribà a graduar-s'hi, i assistí als debats universitaris denominats disputationes a la Sorbona. El 1589 Cecil es casà amb Elizabeth Brooke, filla de William Brooke, X baró de Cobham, i la seva segona dona, Frances Newton. El seu fill William Cecil nasqué a Westminster el 1591 i la seva illa Frances el 1593.
El 1584 entrà a la Cambra dels Comuns, però no fou nomenat secretari d'estat fins al 1596 a instàncies del seu pare. A finals del regnat d'Elisabet I i sobretot després de l'execució de Robert Devereux el 1601, esdevingué el principal conseller de la reina ocupant el càrrec que deixà el seu pare en morir.
Malgrat això, considerà oportú entrar en contacte amb Jaume VI d'Escòcia, futur Jaume I d'Anglaterra, i probable successor de la reina Elisabet. Quan ella morí el 1603, Cecil fou el principal impulsor de l'ascensió al tron, que quan fou rei Jaume I el mantingué com el seu principal conseller. Rebé per això el títol de vescomte de Cranborne, la qual cosa el permeté entrar a la Cambra dels Lords. El 1605 fou nomenat també comte de Salisbury i el 1608, en ser designat Lord Tresorer, intentà amb cert èxit posar ordre a les finances reials.